# Лапшов, Иван Александрович
Ива́н Алекса́ндрович Лапшо́в (род. 1 мая 1999, Москва) — российский футболист, выступающий на позиции центрального защитника. Игрок клуба КДВ.

## Клубная карьера
Воспитанник московских ДЮФК «Мегасфера-Обручевский» (до 2011), ЦСиО «Чертаново» (2011—2015), ЦСиО «Локомотив». С 2016 года стал выступать в молодёжном первенстве. 30 марта 2018 в матче против «Чертаново» дебютировал за фарм-клуб «Казанка» в первенстве ПФЛ. Провёл шесть матчей, забил один гол в Юношеской лиге УЕФА 2018/19. Провёл два матча за «Локомотив» на Кубке «Матч Премьер» 2019. В премьер-лиге России дебютировал 10 мая 2019 года, выйдя в домашней игре 28-го тура против «Рубина» на 88-й минуте. Обладатель Суперкубка России 2019 (в матче остался запасным).
В 2018 году перешёл в «Оренбург». В составе основной команды сыграл только один матч — 15 июля 2020 года появился на поле на шесть минут в игре премьер-лиги против «Зенита». Затем отдавался в аренды в клубы первого дивизиона «Томь» и «Енисей».

## Карьера в сборной
В сборной России 1999 года рождения в 2014—2017 годах выступал за команды Сергея Матвеева, Михаила Галактионова, Александра Гришина. 25 марта 2019 в товарищеской игре со сборной Норвегии дебютировал в молодёжной сборной России Галактионова.